# Park Narodowy Great Smoky Mountains
Park Narodowy Great Smoky Mountains (ang. The Great Smoky Mountains National Park) – park narodowy położony na pograniczu stanów Karolina Północna i Tennessee w Stanach Zjednoczonych. Założony 15 czerwca 1934 roku w paśmie górskim Appalachów – Great Smoky Mountains – jest jednym z największych chronionych obszarów na wschodnim wybrzeżu Stanów Zjednoczonych, a także najczęściej odwiedzanym parkiem narodowym w Stanach Zjednoczonych. W 1976 park został uznany za rezerwat biosfery, a w 1983 został wpisany na listę światowego dziedzictwa UNESCO.
Na terenie parku znajduje się około 3400 km rzek i strumieni. Park położony jest na wysokości od 277 do 2025 m n.p.m. i znajduje się w nim szesnaście szczytów o wysokości przekraczającej 1500 m n.p.m. Najwyższym punktem w parku jest położony na wysokości 2025 m n.p.m. wierzchołek góry Clingmans Dome, który jest trzecim pod względem wysokości punktem w Stanach Zjednoczonych na wschód od rzeki Missisipi.

## Fauna
W Parku Great Smoky Mountains występują między innymi łosie, jelenie wirginijskie oraz niedźwiedzie baribal (około 1500 sztuk), które mają czarną sierść, chociaż w innych częściach Stanów Zjednoczonych występują również baribale o sierści brązowej.

## Turystyka
Park Narodowy Great Smoky Mountains jest najbardziej popularnym wśród turystów parkiem narodowym w Stanach Zjednoczonych. Roczna liczba zwiedzających przekracza 9 milionów, co oznacza, że park jest odwiedzany przez dwukrotnie większą liczbę turystów niż jakikolwiek inny park narodowy w Stanach Zjednoczonych.
W parku wytyczono około 1300 kilometrów pieszych szlaków turystycznych. Przez park przebiega również Szlak Appalachów.
Dwa główne centra turystyczne znajdują się przy wejściach do parku. Sugarlands Visitors Center znajduje się nieopodal miejscowości Gatlinburg, a centrum Oconaluftee Visitors Center znajduje się przy wschodnim wejściu do parku nieopodal miejscowości Cherokee w stanie Karolina Północna.